# اورگوش
اورگوش (انگلیسی: Urgush) یک شهرک در شهرستان کاراایدلسکی استان باشقیرستان کشور روسیه است.